# Батія (Троя)
Ба́тія (також Батея, дав.-гр. Βάττεια або Βατέα) — персонаж давньогрецької міфології, дочка Тевкра, дружина Дардана, мати Іла і Ерехтея, бабця Троя, прародителька троянських царів.
Дардан за певних причин покинув Самофракію і переправився на протилежний материк. Царем там був Тевкр, син річки Скамандра і німфи Ідеї. За його ім'ям жителі цієї країни називалися тевкрами. Радо прийнятий царем, Дардан отримав від нього частину його країни і дочку Батію в дружини. Він заснував там місто Дардан, а після смерті Тевкра всю країну назвав Дарданією.
У них народилися сини Іл і Ерехтей. Іл помер бездітним, і царська влада перейшла до Ерехтея. Одружившись на Астіосі, дочці Сімоента, вони народили Троя. Трой успадкував царську владу і назвав усю країну за своїм іменем Троєю.